# 綾部工業団地
綾部工業団地（あやべこうぎょうだんち）は、京都府綾部市とよさか町、城山町にある工業団地である。

## 概要
- 2008年6月現在、19社が操業している。
- とよさか町内には、安藤忠雄によって設計された綾部工業団地交流プラザがある。
- 綾部市内には、綾部市工業団地という工業団地もある。
- 交流プラザ一帯では毎年、「あやべ産業まつり」が開かれる。
- 「とよさか町」や「城山町」は工業団地の建設時に作られた大字である。それまでは「高倉町」・「渕垣町」であった。（現在でもこの地名は残っている。）

## 主な立地企業
- コカ・コーラボトラーズジャパン綾部CC
- カルビー綾部工場
- 日東精工
- 日東薬品工業綾部工場

## 過去に存在した工場
- トステム綾部工場（2010年3月閉鎖）

## 交通
- 高速道路は、舞鶴若狭自動車道綾部ICが近い。
- 最寄駅は、JR西日本舞鶴線淵垣駅である。
- 国際貿易港の舞鶴港へは車で約20分程度。
  - 中国定期コンテナ航路（青島 - 大連 - 舞鶴 - 青島 - 大連）
  - 韓国定期コンテナ航路（釜山 - 舞鶴 - 釜山）